# Pan Guangxue
Pan Guangxue (chiń. 潘广学) – czternasty ambasador Chińskiej Republiki Ludowej w Phnom Penh (Kambodża). Pełni tę funkcję od marca 2010. Wcześniej był ambasadorem w Laosie od marca 2007 do lutego 2010.